# Giraffokeryx
Il giraffocherice (gen. Giraffokeryx) è un mammifero artiodattilo estinto, appartenente ai giraffidi. Visse nel Miocene inferiore e medio (circa 16 - 12 milioni di anni fa) e i suoi resti fossili sono stati ritrovati in Africa, Asia ed Europa. 

## Descrizione
Questo animale era piuttosto simile a un odierno okapi (Okapia johnstoni), ma il corpo doveva essere più snello e le dimensioni sicuramente minori. Il cranio era lungo circa 30 centimetri, e l'altezza al garrese arrivava a circa 1,2 metri. Il collo era moderatamente allungato, e il cranio possedeva quattro corna (ossiconi) semplici, non diramate e piuttosto corte. Il paio anteriore era posto di fronte alle orbite e si originava dalle ossa nasali, mentre il paio posteriore era posto appena dietro le orbite e si originava dai frontali. La dentantura di Giraffokeryx, al contrario di quella di altri giraffidi arcaici, era relativamente evoluta. 

## Classificazione ed evoluzione
Giraffokeryx è considerato un primitivo rappresentante dei giraffidi; alcune caratteristiche, come le protuberanze prive di guaina cornea (ossiconi) lo distinguono dai contemporanei bovidi primitivi. Si sviluppò in Africa in un'epoca in cui vi fu una radiazione evolutiva di giraffidi primitivi, tra cui anche Canthumeryx, e poi migrò verso l'Asia e in Europa. Nella provincia Greco-iraniana i suoi fossili si ritrovano in numerosi siti, tra cui Chios (Grecia), Pacalar (Turchia), Belometchetskaya (Georgia), così come nei Bugti Beds in Pakistan. La specie più nota è Giraffokeryx punjabensis dell'India; un'altra specie, G. anatoliensis, è stata ritrovata in Turchia, e possedeva corna più corte e meno inclinate. Questo genere di giraffidi primitivi si estinse nel corso del Miocene medio, soppiantato da altri giraffidi più evoluti come i paleotragini (gen. Palaeotragus). Un altro giraffide arcaico vissuto in Europa nello stesso periodo è Georgiomeryx, considerato ancor meno specializzato. 